# Kardos
Kardos är en ort i Ungern. Den ligger i provinsen Békés, i den centrala delen av landet, 150 km sydost om huvudstaden Budapest. Kardos ligger 84 meter över havet och antalet invånare är 682.